# Maurice Jéhin
Maurice Armand Jéhin (Spa, 8 gennaio 1878 – ...) è stato un cavaliere francese.
Partecipò ai Giochi olimpici 1900 di Parigi, nella gara di salto ostacoli di equitazione, senza riuscire ad ottenere un gran risultato.